# Барон Олтринчем
Барон Олтринчем из Тормартона в графстве Глостершир (англ. Baron Altrincham, of Tormarton in the County of Gloucester) — наследственный титул в системе Пэрства Соединённого королевства. Он был создан 1 августа 1945 года для британского политика Эдуарда Григга (1879—1955). Он заседал в Палате общин от Олдема (1922—1925) и Олтринчема (1933—1945), а также занимал пост губернатора Кении (1925—1930). Его сын, Джон Эдвард Пойндер Григг, 2-й барон Олтринчем (1924—2001), был политиком, журналистом, историком и писателем. Вскоре после принятия Акта пэров 1963 года 31 июля 1963 года 2-й лорд Олтринчем отказался от своего пожизненного пэрского звания.
По состоянию на 2025 год носителем титула является его племянник Эдвард Себастьян Григг, 4-й барон Олтринчем, сын Энтони Улика Дэвида Дандаса Григга, 3-го барона Олтринчема (1934—2020), который наследовал своему старшему брату в 2001 году и умер в 2020 году.

## Бароны Олтринчем (1945)
- 1945—1955: Эдвард Уильям Маклей Григг, 1-й барон Олтринчем (8 сентября 1879 — 1 декабря 1955), сын Генри Бидвелла Григга (ум. 1894)[1];
- 1955—2001: Джон Эдвард Пойндер Григг, 2-й барон Олтринчем (15 апреля 1924 — 31 декабря 2001), старший сын предыдущего, отрицал своё пэрское звание с 1963 года[2];
- 2001—2020: Энтони Улик Дэвид Дандас Григг, 3-й барон Олтринчем (12 января 1934 — 1 августа 2020), младший брат предыдущего[3];
- 2020 — настоящее время: Эдвард Себастьян Григг, 4-й барон Олтринчем (род. 18 декабря 1965), старший сын предыдущего[4];
  - Наследник титула: достопочтенный Эдвард Лоуренс Дандас де Мирамонт Григг (род. 11 февраля 1995), старший сын предыдущего[5].